# Maputo (provincie)
Maputo is de meest zuidelijk gelegen en ook de kleinste van de tien provincies van Mozambique. De provincie is een kleine 26.000 km² groot en telde in 1997 meer dan 800.000 inwoners. De hoofdstad van de provincie is Matola. Deze stad werd de hoofdstad nadat de nationale hoofdstad Maputo in 1984 werd gescheiden van de provincie Maputo.

## Grenzen
De provincie Maputo ligt aan de zuidkust van Mozambique:
- Aan de Indische Oceaan ten oosten.

De provincie grenst ook aan twee van 's lands buurlanden:
- Twee provincies van Zuid-Afrika:
  - Mpumalanga in het noordelijke westen.
  - KwaZoeloe-Natal in het zuiden.
- Het district Lubombo van Swaziland in het zuidelijke westen.

Maputo heeft één grens met een andere provincie:
- Met Gaza in het noorden en het noordoosten.

## Districten
De provincie is verder verdeeld in zeven districten:
- Boane
- Magude
- Manhiça
- Marracuene

- Matutuíne
- Moamba
- Namaacha

Cabo Delgado · Gaza · Inhambane · Manica · Maputo · Nampula · Niassa · Sofala · Tete · Zambezia · Maputo (stad)